# Гаврило Заблудовски
Гаврило Заблудовски или Гаврило Белостоцки (Гаврил Петрович Говдел; 22. март (1. април) 1684 - 20 (30. април 1690) - православни светитељ, мученик.
Помен у Православној цркви је 20. априла (3. маја).

## Житије
У 6. делу „Историје руске јерархије“ објављеној 1815. године, архимандрит Амвросије (Орнацки), позивајући се на монашке белешке Слуцког манастира Свете Тројице, известио је да је Гаврило рођен 1684. у селу Зверки код града Заблудова, а 1690. киднапован од стране „јеврејина Арендара“ из истог села, мучен на смрт и бачен у поље да га поједу птице. Гаврилови родитељи су пронашли тело и сахранили га у Заблудовском манастиру. Након 30 година мошти су нађене нетакнуте и положене у црквену крипту, а 9. маја 1775. године мошти су из Заблудова пренете у Слуцки манастир. Сведочење о страдању Гавриила Белостоког од стране „Јеврејског подстанара” сачувано је и у „Историјском речнику светих прослављених у руској цркви и неких подвижника побожности, локално уважених” (Св. Петерсбург, 1862).